# Элам, Тай
Тай Элам (англ. Ty Elam, Бейкерсфилд, Калифорния) — американский музыкант, мультиинструменталист, автор песен, певец и художник-оформитель. Наиболее известен как основатель и фронтмен готик-рок-группы Cradle of Thorns.

## Cradle of Thorns
В 1988 году Тай Элам со своими друзьями собрал в Бейкерсфилде готик-группу Cradle of Thorns. Мрачное атмосферное звучание и социально-ответственная лирика создали группе определённый имидж в среде андеграунда. В 1990 году Cradle of Thorns выпускает альбом Remember It Day. Параллельно, Элам пел с группой Sexart, совместно с Джонатаном Дэвисом. Он участвовал в записи вокальных партий к песне "Inside", которая в дальнейшем вышла на сборнике Cultivation '92.
В 1992 году из группы уходит басист Джей Карузо и ему на смену приходит Скат Элис. Далее Cradle of Thorns подписывает инди-лейбл Triple X Records и в 1994 году выходит диск Feed-Us, спродюсированный Россом Робинсоном. Новый альбом характеризовался более агрессивным звучанием с хип-хоп элементами, лирикой на тему вуайеризма, серийных убийств, наркозависимости и расовых различий.
В 1995 году коллектив покидают вокалистка Тамера Слэйтон и Скат Элис. Новым басистом группы стал Парди Спакл. Как результат, звучание Cradle of Thorns изменилось и стало смесью панка, рэпа, метала и индастриал-рока с обилием речитатива и скримминга. Для записи нового альбома были приглашены Эйми Эхо и Джефф Шартофф из Human Waste Project. Пластинка Download This! вышла в свет в 1996 году. По мнению критиков, стилистическое изобилие в плане музыки испортила отвратительная лирика.
В 1997 году Парди Спакл покинул коллектив.

## Videodrone
В 1998 году, в честь 10-летия с момента создания группы, коллектив сменил название на Videodrone. Идея нового названия была взята от научно-фантастического фильма 1983 года Видеодром. Музыка стала ближе к индастриальному року. С помощью старого знакомого Реджинальда Арвизу музыканты подписались на крупный лейбл Elementree Records. 23 февраля 1999 года был выпущен одноименный альбом с приглашёнными участниками из Limp Bizkit, Psycho Realm и других коллективов. После туров с Робом Зомби, Orgy и Machine Head группа распалась из-за проблем с наркотиками и отсутствия поддержки со стороны лейбла.

## 2000-е
После распада Videodrone в 2001 году Тай Элам вместе с Джимом Фендриком (Spilt Milk), Майком Монтаной (Adema), Алексом G и Цезарео Гарасой (звукорежиссёр Mento Buru) сформировали альтернативную рок-группу Karmahitlist. Коллектив гастролировал по Калифорнии несколько лет и официально распался в 2005 году. В 2012 группа воссоединилась для совместного шоу с The Filthies в Бейкерсфилде.
За время своего существования Karmahitlist записали 5 песен, ни одна из которых не была издана.
В середине нулевых Тай Элам также играл в местных группах Бейкерсфилда Three Chord Whores и Arrival of Fawn.

## Возрождение Cradle of Thorns
В 2005 году Тай Элам выступал в клубе The Cooler Lounge (Лас-Вегас, Невада) и там познакомился с гитаристом Стивом Тирайотом, который оказался большим фанатом Cradle of Thorns. Музыканты поддерживали общение последующие несколько лет. В 2007 году Элам решил воссоздать Cradle of Thorns под оригинальным названием. В марте он вместе со своим близким другом Мэттом Уилкинсоном уехал в Лас-Вегас к Стиву Тирайоту и вскоре трио начало запись нового материала.
В 2008 году группа выпускает сингл "All Over Again" и гастролирует вплоть до 2013 года.

## Стиль и влияние
Кэтрин Йеске из Trouser Press назвала вокал Элама "болезненно резким на манер Лейна Стейли с убийственным рёвом".
Сам Тай отмечал влияние на его музыку таких групп как Ministry, Skinny Puppy, Disposable Heroes of Hiphoprisy, Spearhead и Consolidated.
Фазер из Flame of Life отмечал вклад Cradle of Thorns и лично Элама в развитие лазерной музыки.
По словам Джонатана Дэвиса из Korn, Тай Элам был первым человеком, вдохновившим его на решение стать певцом:

Когда я был в Sex Art, Тай всегда приходил и пел со мной. Я тогда только присоединился к группе и не имел понятия, как петь. Я просто смотрел, как это делает он.— Der Daniel Ist Cool, Джонатан Дэвис о Тае Эламе, 

## Дискография
Cradle of Thorns
- Remember It Day (1990)
- Feed-Us (1994)
- Download This! (1996)
- Videodrone (1999)
- All Over Again (2008)

Karmahitlist
- Sick Like This (Неизданное, 2001-2005)
- Erase Me (Неизданное, 2001-2005)
- Trust No Human (Неизданное, 2001-2005)
- Headless Skeleton (Неизданное, 2001-2005)
- Worship (Неизданное, 2001-2005)

Гостевое участие
- Inside (Sexart, 1992)
- Kerosene (Drown, 1999)
- Trepidation (Mastiv, 2010)[13]

Видеография
- Ty Jonathan Down (клип Videodrone, 2000)
- Bones of Brundage (документальный фильм Натаниэля Берга, 2019)[14]